# CS Târgu Mureș
El CS Targu Mures fue un equipo de fútbol de Rumania que alguna vez jugó en la Liga I, el torneo de fútbol más importante del país.

## Historia
Fue fundado en el año 1944 en la ciudad de Targu Mures por empleados ferroviarios provenientes de los equipos locales MSE, MNKTE y MAV. El club participó en el torneo nacional con el nombre ASM Targu Mures.
En 1945 cambió su nombre a Dermagant Targu Mures y logró el ascenso a la máxima categoría al año siguiente tras vencer en un playoff al Karres Medias. En 1948 cambiaron su nombre a RATA Targu Mures luego de que la compañía RATA se convirtió en el  patrocinador principal.
En 1950 cambiaron su nombre a Lokomotiva Targu Mures y en 1955 descendieron a la segunda categoría. Al año siguiente cambiaron su nombre al de Avantul Targu Mures, consiguiendo el ascenso a la máxima categoría por segunda ocasión, esta vez como campeón de la segunda división, pero en tan solo una temporada descendieron a la segunda categoría y cambiaron su nombre de nuevo al CS Targu Mures, descendiendo a las ligas regionales en la temporada 1959/60 y poco después el club desapareció.
El club participó en la Liga I en 10 temporadas, 9 de ellas de manera consecutiva, con lo que es el segundo equipo de fútbol más exitoso de la ciudad detrás del ASA Targu Mures, quedando en 2 ocasiones en cuarto lugar, su mejor posición en la máxima categoría. Disputaron 241 partidos, anotaron 360 goles y recibieron 418.
Al desaparecer el club, su lugar fue ocupado por el ASA Targu Mures a mediados de la década de los años 1970s.

## Palmarés
- Liga II: 1

1956